# Revista de Indias
Revista de Indias es una publicación de periodicidad cuatrimestral fundada en 1940 y editada por el Instituto de Historia del Consejo Superior de Investigaciones Científicas de España.  Con una tirada de 700 ejemplares (en 2006), incluye artículos en español, inglés y portugués, abarcando distintos aspectos de la sociedad, cultura, política y economía de la historia de América, desde la época prehispánica hasta la actualidad. 